# 날씬멧밭쥐
날씬멧밭쥐(Reithrodontomys gracilis)는 비단털쥐과에 속하는 설치류의 일종이다. 중앙아메리카 전역에 분포하는 쥐를 닮은 작은 설치류이다.

## 특징
날씬멧밭쥐는 연한 색의 짧은 털을 갖고 있다. 상체와 등은 핑크빛 계피색부터 황갈색 또는 흰색까지 다양한 색의 하체보다 다소 짙은 색을 띤다. 발은 계절과 지역에 따라 다양한 색을 띤다. 꼬리는 가늘고 길며, 비늘털이 섞여 있고 클로브 갈색까지 두 가지 색을 띤다.

## 분포 및 서식지
날씬멧밭쥐는 벨리즈와 코스타리카, 엘살바도르, 과테말라, 온두라스, 멕시코, 니카라과에서 발견된다. 일반적으로 유카탄 반도의 멕시코 남부 지역부터 코스타리카 북서부 지역까지의 해수면에서 해발 1,400m 근처 높이까지 분포한다. 개체군은 열대성 상록수림과 탈락성 숲부터 선인장으로 덮인 사막 지대까지 외관상 관목이 덮인 반건조 지역과 건조 지역을 좋아한다.